# Test de Capurro
En neonatología, el test de Capurro (o método de Capurro) es un criterio utilizado para estimar la edad gestacional de un neonato. El test considera el desarrollo de cinco parámetros fisiológicos Y 2 NEURONALES  y diversas puntuaciones que, combinadas entre sí, dan la estimación buscada.

## Rangos para las edades gestacionales
La valoración puede determinar cinco intervalos básicos para la edad gestacional:
| Postmaduro         | 42 semanas o más.      |
| A término          | entre 37 y 41 semanas. |
| Prematuro leve     | entre 35 y 36 semanas. |
| Prematuro moderado | entre 32 y 34 semanas. |
| Prematuro extremo  | menos de 32 semanas.   |

## Método
A cada parámetro fisiológico se le asocia una puntuación de acuerdo con la siguiente tabla:
| Forma de la oreja (Pabellón)  | Aplanada, sin incurvación 0 pts | Borde superior parcialmente incurvado 8 pts         | Todo el borde superior incurvado 16 pts                                     | Pabellón totalmente incurvado 24 pts                              | —                                              |
| Tamaño de la glándula mamaria | No palpable 0 pts               | Palpable menor de 5 mm 5 pts                        | Palpable entre 5 y 10 mm 10 pts                                             | Palpable mayor de 10 mm 15 pts                                    | —                                              |
| Formación del pezón           | Apenas visible sin areola 0 pts | Diámetro menor de 7.5 mm, areola lisa y chata 5 pts | Diámetro mayor de 7.5 mm, areola punteada, borde no levantado 10 pts        | Diámetro mayor de 7.5 mm, areola punteada, borde levantado 15 pts | —                                              |
| Textura de la piel            | Muy fina, gelatinosa 0 pts      | Fina, lisa 5 pts                                    | Más gruesa, discreta, descamación superficial 10 pts                        | Gruesa, grietas superficiales, descamación de manos y pies 15 pts | Gruesa, grietas profundas apergaminadas 20 pts |
| Pliegues plantares            | Sin pliegues 0 pts              | Marcas mal definidas en la mitad anterior 5 pts     | Marcas bien definidas en la mitad anterior, surcos en mitad anterior 10 pts | surcos en mitad anterior 15 pts                                   | surcos en más de la mitad anterior 20 pts      |

A continuación se suman las puntuaciones obtenidas (a esta suma la llamaremos P) y se aplica la siguiente fórmula para obtener la edad gestacional estimada (que llamaremos E):

{\displaystyle E={204+P \over 7}}

Cuando el niño/a tiene signos de daño cerebral o disfunción neurológicas, se utiliza para obtener la edad gestacional.
Debido a que este test tiene implicancias subjetivas, es solo una estimación, y tiene error de +/- 18 días.